# Mária Gulovičová
Mária Gulovichová Liu, známá také jako Maria Gulovich Liu, rozená Mária Gulovičová (19. října 1921 Litmanová – 25. září 2009 Port Hueneme) byla slovenská učitelka a odbojářka, která se zúčastnila podzemního hnutí odporu v době druhé světové války. Byla vyznamenána medailí bronzová hvězda za hrdinskou a odvážnou službu jako agentka Amerického úřadu strategických služeb (OSS) a britské tajné služby v nacisty okupovaném teritoriu Slovenska v zimě 1944–1945.

## Život
Narodila se v Jakubanech na Slovensku blízko obce Jarabina v roce 1921. Její otec byl řeckokatolický kněz a matka byla učitelkou základní školy. Absolvovala řeckokatolické lyceum pro učitele v Prešově. V roce 1940 se stala učitelkou základní školy v Jarabině a později v obci Hriňová.
Poté, co v roce 1939 vznikl samostatný Slovenský stát pod patronací nacistického Německa, pokračovala ve výuce. Na počátku roku 1944 ji požádal její židovský přítel Július Goldberger, aby ukryla před Němci jeho sestru a jejího pětiletého syna. Od dubna do června 1944 skrývala tuto ženu a jejího syna ve školní budově v Hriňové.
Někdo udal její záchrannou akci a poté se dostavil důstojník Armády Slovenského státu Milan Polák, aby ji vyslechl. Byl shodou okolností také účastníkem protifašistického odboje a pomohl jí. Důstojník byl ochoten najít lepší úkryt pro ženu a jejího syna, za podmínky, že ona sama sa stane kurýrkou antifašistického odboje. Okamžitě to přijala a přestěhovala se do Banské Bystrice, kde se stala krejčovou v rodině sympatizující s odbojem.
Jejím prvním úkolem bylo propašovat krátkovlnnou vysílačku vlakem ukrytou v kufru. Gestapo však zastavilo vlak a začalo dělat přísnou prohlídku zavazadel. V roce 1989 v jednom rozhovoru ona sama popsala incident následovně: „Byla tam skupina důstojníků Wehrmachtu, která seděla v jednom kupé a flirtovala se mnou, což jsem opětovala. Říkali mi: 'Slečno' – hovořila jsem tehdy německy – chcete sedět s námi? Udělali mi místo v jejich kupé a jeden důstojník mi pomohl nést kufr, ve kterém jsem měla ukrytou vysílačku. Gestapo při prohlídce vlaku pouze zasalutovalo a odešlo.”
Protože dobře ovládala pět řečí (hovořila rusky, maďarsky, slovensky, německy a trochu anglicky) začala pracovat v odboji jako překladatelka. Když na konci srpna 1944 začalo Slovenské národní povstání pracovala na povstaleckém území jako překladatelka dokumentů ze slovenštiny do ruštiny pro sovětskou vojenskou rozvědku.
V létě 1944 překládala pro americké OSS-agenty, kam byla přidělena velením Slovenského národního povstání generálem Viestem a zachránila havarované americké letce.
V říjnu 1944 Němci povstání potlačili, ona sama utekla do hor, kde Rusové, Američané a dalších několik tisíc slovenských povstalců ustoupilo před Wehrmachtem. Mise amerického OSS byla vedena Holtem Greenem, americkým magnátem podnikajícím s bavlnou, do které patřili někteří agenti OSS, 18 letců a korespondent tiskové agentury Associated Press Joe Morton. Američané ji požádali, aby jim dělala tlumočnici a průvodkyni při útěku z Němci okupovaného území. Ona to přijala a pomáhala jim tajně přejít přes slovenský venkov.
Později vyprávěla jak si vymyslela krycí historku při vstupu do jedné vesnice: „Chtěla jsem říci, že hledám mého evakuovaného bratra a v závislosti na odpovědi jsem chtěla navázat rozhovor nebo povědět 'ďakujem' a odejít. Ironií bylo, že když byl někdo komunista, nemohla jsem mu věřit.” Při vícerých příležitostech byla konfrontována s německými vojáky a jeden z OSS agentů později řekl, že to překonávala s důvtipem a lstivostí a svojí znalostí němčiny.
Američané se snažili vyhnou zajetí před elitní jednotkou německých agentů, která byla vyslána, aby je našla. Jednotky SS pročesávaly prostor na venkově a prohledávaly i vesnice, hledaly při tom i sympatizanty partyzánů a Židy hledajíc zároveň spojeneckou misi.
Příchod zimy se ohlásil bouřkou, zastihl je (jí i celou misi) na vrchu Ďumbier, nejvyšším vrcholu Nízkých Tater. Později říkala, že vítr byl tak silný, že je odfukoval. Obočí a vlasy měli zmrznuté do ledových pramenů. Udržovali se stále v pohybu míjejíc skupinu 83 partyzánů, která zamrzla v horách.
V prosinci 1944 celá skupina přečkala dva týdny v lovecké chatě Na Homôľke u obce Polomka plánujíce odejít na štědrý den, ale museli počkat ještě jeden den na proviant shozený z letounu. 26. prosince 1944 ona a čtyři členové mise (dva Britové a dva Američané) opustili chatu, aby vyhledali potravu a léky. Když odešli z chaty, speciální protipartyzánské komando Einsatzkomando 14 zajalo ostatní členy mise. Její pětičlenná skupina se tak vyhla zajetí a pokračovala potom k ruské frontové linii ještě devět týdnů. Vypovídala pak o tom, že celou dobu nebyli v bezpečí, museli se přemísťovat každou noc a trpěli mrazem. Ona sama utrpěla vážné omrzliny na nohách, ale odmítla vyhledat lékařskou pomoc. Němci měli číslo její identifikační karty a ihned by tak zjistili její totožnost. Zvolila si raději umírání v horách než vězení a smrt v koncentračním táboře.
Do Bukurešti se dostala 1. března 1945, odkud pak odletěla do OSS – centrály v Itálii. Obdržela armádní status a tak mohla být finančně odměněna za své služby. Byla přidělena jako tlumočnice do Prahy, kde se setkala s Allenem Dullesem, důstojníkem OSS, který se stal později ředitelem CIA.
Allen Dulles spolu se šéfem OSS Williamem Donovanem zařídili, že mohla emigrovat do USA, kde jí umožnili studium na Vassar College. Říkala, že se necítila ve Vassaru na správném místě a že byla užaslá z toho množství jídla, které zde viděla. Spadla na zem a křičela, neboť viděla v duchu milióny lidí včetně svých rodičů, kteří hladověli v době 2. světové války.
V roce 1946 ji William Donovan osobně dekoroval, obdržela vyznamenání-bronzovou hvězdu na ceremonii konané v Americké vojenské akademii ve West Pointu v New Yorku.
V září 1946 o ní v Los Angeles Times publikovali článek – citát: „Skvělá Mária Gulovich, 25, československá školní učitelka, která přišla dnes sem, stala se vzorem ženy-agentky, jaká by měla být.”
Americké státní občanství obdržela v roce 1952 a odstěhovala se do města Oxnardu v Kalifornii, kde po mnoho let posléze pracovala jako realitní agentka ve Ventura County. Byla dvakrát vdaná, z prvního manželství má dvě děti (Edmund Peck a Lynn S. Peck a vnučku Ekisabeth Maria Peck). Podruhé se provdala za Hanse P. Liu.
V roce 1989 byla spolu s dalšími ženami, které sloužily v OSS, poctěny na slavnostní večeří pro Dámy z OSS ve Washingtonu, D.C. Ona sama při té příležitosti poskytla rozhovor pro The Washington Post a vystoupila i v televizi.